# Tmarus piger
Tmarus piger es una especie de araña cangrejo del género Tmarus, familia Thomisidae.

## Distribución
Esta especie se encuentra en Europa, Turquía, Cáucaso, Rusia, Kazajistán, China, Corea y Japón.